# Lukáš Lacko
Lukáš Lacko (* 3. November 1987 in Piešťany) ist ein slowakischer Tennisspieler.

## Leben und Karriere

### Bis 2006: Anfänge und erste Erfolge bei den Profis
Bereits als Junior war Lukáš Lacko erfolgreich und konnte zahlreiche Turniere rund um den Globus gewinnen. Seine größten Erfolge bei Junioren-Grand-Slams waren das Erreichen des Halbfinals bei den French Open 2005 sowie zwei Viertelfinalteilnahmen bei den Australian Open 2005 sowie den French Open 2004. In der Rangliste der ITF Junior Tour stieg er bis auf Platz 3.
Ab 2004 spielte Lacko bei den Profis, zunächst hauptsächlich auf der ITF Future Tour. 2005 stellten sich dort die ersten Erfolge ein und er erreichte sechs Finals, von denen er zwei gewinnen konnte. 2006 konnte er zwei weitere Future-Turniere gewinnen und stieg in der Tennisweltrangliste auf einen Platz in den Top 300. Von da an spielte er vermehrt Turniere der ATP Challenger Tour, und konnte dort im August 2006 in Binghamton erstmals ein Finale erreichen. Zudem wurde er in diesem Jahr erstmals in das slowakische Davis-Cup-Team berufen, konnte jedoch trotz zweier Einzelsiege die Niederlagen gegen Chile und Belgien nicht verhindern.

### 2007–2009: Erste Challenger-Titel
Zu Beginn des Jahres 2007 konnte sich Lacko bei den Australian Open erstmals für ein Grand-Slam-Turnier qualifizieren, unterlag jedoch in der ersten Runde dem Australier Robert Smeets. Bei den restlichen Grand-Slam-Turnieren des Jahres konnte er sich nicht qualifizieren, dafür aber beim ATP-Turnier von Stuttgart, wo er in der ersten Runde gegen David Ferrer ausschied. Auf der Challenger Tour konnte Lacko zwei Finals in Rijeka und Istanbul erreichen, bevor er im Oktober 2007 in Kolding seinen ersten Titel gewann. Er beendete das Jahr auf Rang 139 der Weltrangliste.
Das Jahr 2008 begann verheißungsvoll mit der abermaligen Qualifikation für die Australian Open, doch wie im Vorjahr erfolgte schon in der ersten Runde gegen Denis Istomin das Aus. Der Rest des Jahres verlief weniger erfolgreich: Er konnte sich für kein weiteres ATP-Turnier qualifizieren und erreichte bei 21 Challenger-Turnierteilnahmen nur dreimal das Viertelfinale.
Dadurch fiel er in der Weltrangliste aus den Top 300 hinaus und musste ab 2009 wieder Future-Turniere spielen. Nach vier Future-Titeln sowie einer erfolgreichen Qualifikation für das ATP-Turnier von Zagreb hatte er jedoch wieder genug Weltranglistenpunkte gesammelt, um bei Challenger-Turnieren starten zu dürfen. Im Mai 2009 gewann Lacko in Fargʻona seinen zweiten Challenger-Titel. Einen Monat später schied er in der letzten Qualifikationsrunde für das ATP-Turnier von Halle gegen den Israeli Harel Levy aus, rückte jedoch als Lucky Loser ins Hauptfeld nach. Dort musste er gleich noch einmal gegen Levy antreten, konnte ihn im zweiten Anlauf besiegen und somit seinen ersten Einzelsieg auf ATP-Ebene feiern. Im Anschluss spielte Lacko erfolgreich die Qualifikation für Wimbledon, schied jedoch in der ersten Hauptrunde gegen den späteren Viertelfinalisten Ivo Karlović aus. Im Oktober 2009 gewann er in Seoul seinen dritten Challenger-Titel und konnte daraufhin erstmals ein Jahr unter den Top 100 abschließen.

### 2010–2014: Etablierung auf der Tour
Im Januar 2010 war Lacko für die Australian Open direkt qualifiziert und konnte gegen den Argentinier Leonardo Mayer erstmals ein Grand-Slam-Match gewinnen. In der zweiten Runde war er gegen den Weltranglistenzweiten Rafael Nadal chancenlos. Lacko spielte von nun an fast nur noch ATP-Turniere und konnte dabei in Chennai, Zagreb, Memphis, Halle jeweils das Viertelfinale erreichen. Bei den French Open gewann er in einem fast fünfstündigen Match gegen den US-Amerikaner Michael Yani, schied dann gegen Michail Juschny aus. In Wimbledon konnte er mit Marcos Baghdatis erstmals einen Spieler aus den Top 50 besiegen und verlor in der zweiten Runde in einem Fünfsatzmatch gegen den Franzosen Jérémy Chardy. Im Doppel erreichte er an der Seite von Serhij Stachowskyj das Achtelfinale. Dabei besiegten sie in der zweiten Runde die an Position 3 gesetzte Paarung Lukáš Dlouhý und Leander Paes. Bei der folgenden amerikanischen Hartplatzsaison in Atlanta und New Haven erreichte Lacko jeweils die dritte Runde. Er besiegten dabei unter anderem die Top-30-Spieler Lleyton Hewitt und Thomaz Bellucci. Bei seinem US-Open-Debüt war er in der ersten Runde gegen Andy Murray chancenlos. Zum Jahresabschluss konnte Lacko in St. Ulrich in Gröden noch einmal ein Challenger-Finale erreichen, welches er gegen Michał Przysiężny verlor.
Zu Beginn des Jahres 2011 konnte Lukáš Lacko in der zweiten Runde des ATP-Turniers in Doha gegen den Weltranglistenersten Rafael Nadal den zweiten Satz mit 6:0 gewinnen, verlor das Match letztendlich aber in drei Sätzen. Bei den Australian Open traf er mit Roger Federer erneut auf einen Favoriten, gegen den er chancenlos blieb. Lacko gewann 2011 zwei Challenger-Turniere, im September in Izmir und im November zu Hause in Bratislava, das er gemeinsam mit Jan Hájek auch im Doppel gewann.
Bei den Australian Open 2012 konnte sich Lacko zunächst für das Hauptfeld qualifizieren. In der ersten Runde besiegte er trotz eines 0:2-Rückstandes den favorisierten Ivan Ljubičić noch in fünf Sätzen. Es folgte ein weiterer Sieg gegen Donald Young, ehe er gegen den späteren Finalisten Rafael Nadal in der dritten Runde unterlag. Im Februar 2012 erreichte er in Zagreb sein erstes ATP-Finale, das er gegen Michail Juschny verlor. Eine Finalteilnahme bei einem Doppelturnier auf der ATP-Tour erreichte er mit Igor Zelenay im September in St. Petersburg, wo sie gegen Rajeev Ram und Nenad Zimonjić verloren. Im Oktober erreichte er beim Challenger von Taschkent das Finale, welches er gegen Uladsimir Ihnazik verlor. Zum Saisonabschluss gewann er im November die Einzelkonkurrenz des Challengers in Helsinki gegen Jarkko Nieminen.
Zu Beginn von 2013 erreichte Lacko in Doha und Auckland das Viertelfinale. Beim Challenger in Granby verlor er die Finalpartie gegen Frank Dancevic. In Bratislava gewann er das Finale gegen Lukáš Rosol. Im April 2014 spielte er sich im Challenger von Shenzhen bis ins Finale, das er in zwei Sätzen gegen Gilles Müller verlor. In Taschkent gewann er das Finale gegen den Ukrainer Serhij Stachowskyj; auch im Doppel konnte er mit Ante Pavić das Turnier für sich entscheiden, als sie im Finale Frank Moser und Alexander Satschko besiegten.

### Ab 2015: Verlust der Top-100-Weltranglistenposition
Im April 2015 erreichte Lacko das Finale des Challengers in Raʿanana, in dem er Nikolos Bassilaschwili unterlag. Im Folgemonat verlor er das Finale von Busan gegen Chung Hyeon. Im September gewann er den Challenger in Izmir, wo er im Finale Marius Copil bezwang. Im Herbst erreichte er zudem die Finalrunden der Challenger in Taschkent und Bratislava. Weil in dieser Saison größere Erfolge auf der ATP-Tour ausblieben, fiel er aus den Top 100 der Weltrangliste heraus.
Im Frühjahr 2016 verlor er das Finale des Challengers in Guangzhou gegen Nikolos Bassilaschwili. In Wimbledon erreichte er die dritte Runde, in der er sich Marin Čilić geschlagen geben musste. Anfang 2017 erreichte er bei den Australian Open ebenfalls die dritte Runde und verlor gegen den Japaner Kei Nishikori. Es folgten viele Erst- und Zweitrundenniederlagen. Zum Ende des Jahres konnte er die Challenger-Turniere in Bratislava und Brescia für sich entscheiden und das Jahr nach zwei Jahren Pause wieder in den Top 100 beenden.
Im Mai 2018 gewann Lacko der Challenger in Glasgow, wo er im Finale Luca Vanni schlug. Einen Monat später erreichte er in Eastbourne das zweite Mal in seiner Karriere ein Finale auf der ATP Tour; in diesem Finale gewann Mischa Zverev gegen ihn. Sein bestes Ergebnis im Jahr 2019 war der Titel beim Challenger in Ismaning, bei dem er im Finale gegen Maxime Cressy gewann. Im Folgejahr erreichte er ein einziges Halbfinale in Quimper, ansonsten erreichte er meist nur die erste oder zweite Runde. Im Doppel konnte er mit Teimuras Gabaschwili das Finale in Rennes erreichen, wo sie sich Antonio Šančić und Sam Weissborn geschlagen geben mussten. 2021 erreichte er die Finalrunde bei zwei Challenger-Turnieren. Auf Mallorca gewann er gegen Yasutaka Uchiyama, in Ismaning verlor er gegen Oscar Otte. 2022 verlor fast ausschließlich in ersten Turnierrunden oder schied bereits in Qualifikationen zu ATP-Turnieren aus. Die Saison beendete er mit Platz 991 nur knapp unter den Top 1000, nachdem er im Vorjahr noch auf Rang 189 stand.

### Davis Cup
Lacko trat bei 18 Begegnungen für die slowakische Davis-Cup-Mannschaft an. Von 34 Matches konnte er 17 Siege für sich verbuchen, wobei der hauptsächlich im Einzel eingesetzt wurde.

## Erfolge
| Legende (Anzahl der Siege)  |
| Grand Slam                  |
| ATP World Tour Finals       |
| ATP World Tour Masters 1000 |
| ATP World Tour 500          |
| ATP World Tour 250          |
| ATP Challenger Tour (18)    |

### Einzel

#### Turniersiege
| Nr. | Datum              | Turnier        | Belag         | Finalgegner        | Ergebnis       |
| --- | ------------------ | -------------- | ------------- | ------------------ | -------------- |
| 1.  | 21. Oktober 2007   | Kolding        | Hartplatz (i) | Gilles Müller      | 7:63, 6:4      |
| 2.  | 23. Mai 2009       | Fargʻona       | Hartplatz     | Sam Groth          | 4:6, 7:5, 7:64 |
| 3.  | 1. November 2009   | Seoul          | Hartplatz     | Dušan Lojda        | 6:4, 6:2       |
| 4.  | 25. September 2011 | Izmir (1)      | Hartplatz     | Marsel İlhan       | 6:4, 6:3       |
| 5.  | 20. November 2011  | Bratislava (1) | Hartplatz (i) | Ričardas Berankis  | 7:67, 6:2      |
| 6.  | 18. November 2012  | Helsinki       | Hartplatz (i) | Jarkko Nieminen    | 6:3, 6:4       |
| 7.  | 10. November 2013  | Bratislava (2) | Hartplatz (i) | Lukáš Rosol        | 6:4, 4:6, 6:4  |
| 8.  | 11. Oktober 2014   | Taschkent      | Hartplatz     | Serhij Stachowskyj | 6:2, 6:3       |
| 9.  | 27. September 2015 | Izmir (2)      | Hartplatz     | Marius Copil       | 6:3, 7:65      |
| 10. | 12. November 2017  | Bratislava (3) | Hartplatz (i) | Marius Copil       | 6:4, 7:64      |
| 11. | 19. November 2017  | Brescia        | Teppich (i)   | Laurynas Grigelis  | 6:1, 6:2       |
| 12. | 6. Mai 2018        | Glasgow        | Hartplatz (i) | Luca Vanni         | 4:6, 7:63, 6:4 |
| 13. | 20. Oktober 2019   | Ismaning       | Teppich (i)   | Maxime Cressy      | 6:3, 6:0       |
| 14. | 5. September 2021  | Mallorca       | Hartplatz     | Yasutaka Uchiyama  | 5:7, 7:68, 6:1 |

#### Finalteilnahmen
| Nr. | Datum           | Turnier    | Belag         | Finalgegner     | Ergebnis |
| --- | --------------- | ---------- | ------------- | --------------- | -------- |
| 1.  | 5. Februar 2012 | Zagreb     | Hartplatz (i) | Michail Juschny | 2:6, 3:6 |
| 2.  | 30. Juni 2018   | Eastbourne | Rasen         | Mischa Zverev   | 4:6, 4:6 |

### Doppel

#### Turniersiege
| Nr. | Datum              | Turnier                | Belag         | Partner        | Finalgegner                           | Ergebnis          |
| --- | ------------------ | ---------------------- | ------------- | -------------- | ------------------------------------- | ----------------- |
| 1.  | 30. April 2006     | Dharwad                | Hartplatz     | Kamil Čapkovič | Sanchai Ratiwatana Sonchat Ratiwatana | 6:3, 7:5          |
| 2.  | 13. September 2009 | Saint-Rémy-de-Provence | Hartplatz     | Jiří Krkoška   | Ruben Bemelmans Niels Desein          | 6:1, 3:6, [10:3]  |
| 3.  | 20. November 2011  | Bratislava             | Hartplatz (i) | Jan Hájek      | Lukáš Rosol David Škoch               | 7:5, 7:5          |
| 4.  | 10. Oktober 2014   | Taschkent              | Hartplatz     | Ante Pavić     | Frank Moser Alexander Satschko        | 6:3, 3:6, [13:11] |

#### Finalteilnahmen
| Nr. | Datum              | Turnier        | Belag         | Partner      | Finalgegner               | Ergebnis         |
| --- | ------------------ | -------------- | ------------- | ------------ | ------------------------- | ---------------- |
| 1.  | 23. September 2012 | St. Petersburg | Hartplatz (i) | Igor Zelenay | Rajeev Ram Nenad Zimonjić | 2:6, 6:4, [6:10] |